# Off Cinema
Off Cinema – międzynarodowy festiwal filmów niezależnych, który odbywa się od 1997 roku, w listopadzie, w Poznaniu. Został on stworzony przez wieloletniego dyrektora Piotra Majdrowicza. Festiwal „Off Cinema”, przez kilkanaście lat, był kontynuacją Międzynarodowego Festiwalu „Film poza kinem” odbywającego się w latach 80. XX wieku we Wrocławiu. W 2008 roku „Off Cinema” zmienił swoją formułę. 
Obecnie na Festiwalu prezentowane są wyłącznie filmy dokumentalne młodych twórców z kraju i ze świata. Nagrody festiwalu to statuetki Grand Prix MFF „Off Cinema” Złoty Zamek i nagroda pieniężna Prezydenta Miasta Poznania oraz nagrody Srebrny i Brązowy Zamek. Festiwal „Off Cinema” organizowany jest przez Centrum Kultury Zamek przy współpracy finansowej Polskiego Instytutu Sztuki Filmowej i Ministerstwa Kultury i Dziedzictwa Narodowego.

## Laureaci 2008
1. Złoty Zamek (10 tys. zł) – etiuda szkolna z 2007 roku Kredens (26 min.) reż. Jacob Dammas[1](Mistrzowska Szkoła Filmowa Andrzeja Wajdy)[2]
2. Srebrny Zamek (5 tys. zł) – etiuda szkolna 7102 km (20 min.) Marcin Filipowicz (Wydział Radia i Telewizji im. Krzysztofa Kieślowskiego Uniwersytetu Śląskiego w Katowicach)
3. Brązowy Zamek (2,5 tys. zł) – etiuda szkolna z 2007 roku Henio, idziemy na Widzew (29 min.) reż Michał Jóźwiak[3](Mistrzowska Szkoła Filmowa Andrzeja Wajdy)[4]

## Laureaci 2009
1. Złoty Zamek (10 tys. zł) – film O Soni a jej rodine / Sonia i jej rodzina (2006) reż. Daniela Rusnoková (Słowacja).
2. Srebrny Zamek (5 tys. zł) – film Szczęściarze (2008) reż. Tomasz Wolski (Polska)[5].
3. Brązowy Zamek (po 1,25 tys. zł) – ex aequo film Kierunek: Islandia (2008) reż. Kalina Alabrudzińska (Polska)[6]  i film Kobieta poszukiwana (2009) reż. Michał Marczak (Polska)[7].